# Věk nevinnosti
Věk nevinnosti (anglicky The Age of Innocence) je román americké spisovatelky Edith Whartonové. Poprvé vyšel roku 1920 a autorka za něj v roce 1921 jako první žena v historii získala Pulitzerovu cenu. Román je zasazen do New Yorku v průběhu 70. let 19. století, takzvaného Pozlaceného věku. Literární vědec a kritik Harold Bloom nazval Věk nevinnosti hlubokou studií autorčiny nostalgie a předehrou k vydání její autobiografie. Rovněž se domnívá, že je nejlepším historickým románem zasazeným do starého New Yorku, a dodává, že román si v literárním bádání udržuje značnou pozornost jakožto sociálněhistorická, ale také sociálněantropologická studie. Název Věk nevinnosti je inspirován stejnojmenným obrazem mladé dívky od sira Joshuy Reynoldse, britského malíře z 18. století.

## Děj
Newland Archer, potomek jedné z nejlepších newyorských rodin, se chystá oženit s půvabnou, byť poněkud mdlou May Wellandovou, dívkou z rovněž velmi dobré rodiny. Do New Yorku však přijíždí Newlandova sestřenice Ellen Olenská, poté, co opustila svého manžela, polského hraběte, a Newland se do ní zamiluje. Přesto podlehne tlaku společnosti a vědomí povinnosti a vstoupí do manželství s May. Postupem času ovšem shledá Newland své manželství čím dál nesnesitelnějším. Nedaří se mu na Ellen zapomenout a rozhodne se s ní navázat vztah, dokonce se za ní vydává do Bostonu. Posléze se dozví, že Ellen hodlá zamířit z New Yorku nazpátek do Evropy a plánuje jet s ní. Po hostině na rozloučenou chce oznámit své manželce, že ji opouští, ale předtím, než tak učiní, se od ní dozví, že je těhotná. Proto se rozhodne, že v manželství bez lásky zůstane. Závěr knihy se odehrává o dvacet šest let později, po smrti May. Newland se nachází se svým synem v Paříži a má možnost vidět znovu Ellen. Nakonec za ní však pouze pošle svého syna a vzdá se příležitosti po letech svou dávnou osudovou lásku znovu spatřit.

## Přijetí díla a interpretace
V roce 1921 získal Věk nevinnosti Pulitzerovu cenu. Původně měla být udělena Sinclairu Lewisovi za jeho román Hlavní třída, avšak nakonec se porota rozhodla dát přednost právě textu Edith Whartonové. Zatímco Lewisův román byl chápán jako nemilosrdná, útočná satira na tradiční americké maloměsto, Věk nevinnosti četli doboví kritici jako převážně nostalgické ohlédnutí za předválečným New Yorkem a kritiku moderní současnosti a jejích rozvolněných mravů. Edith Whartonová však, navzdory názvu, pracuje se značnou mírou ironie a mravy starého New Yorku ve skutečnosti kritizuje.

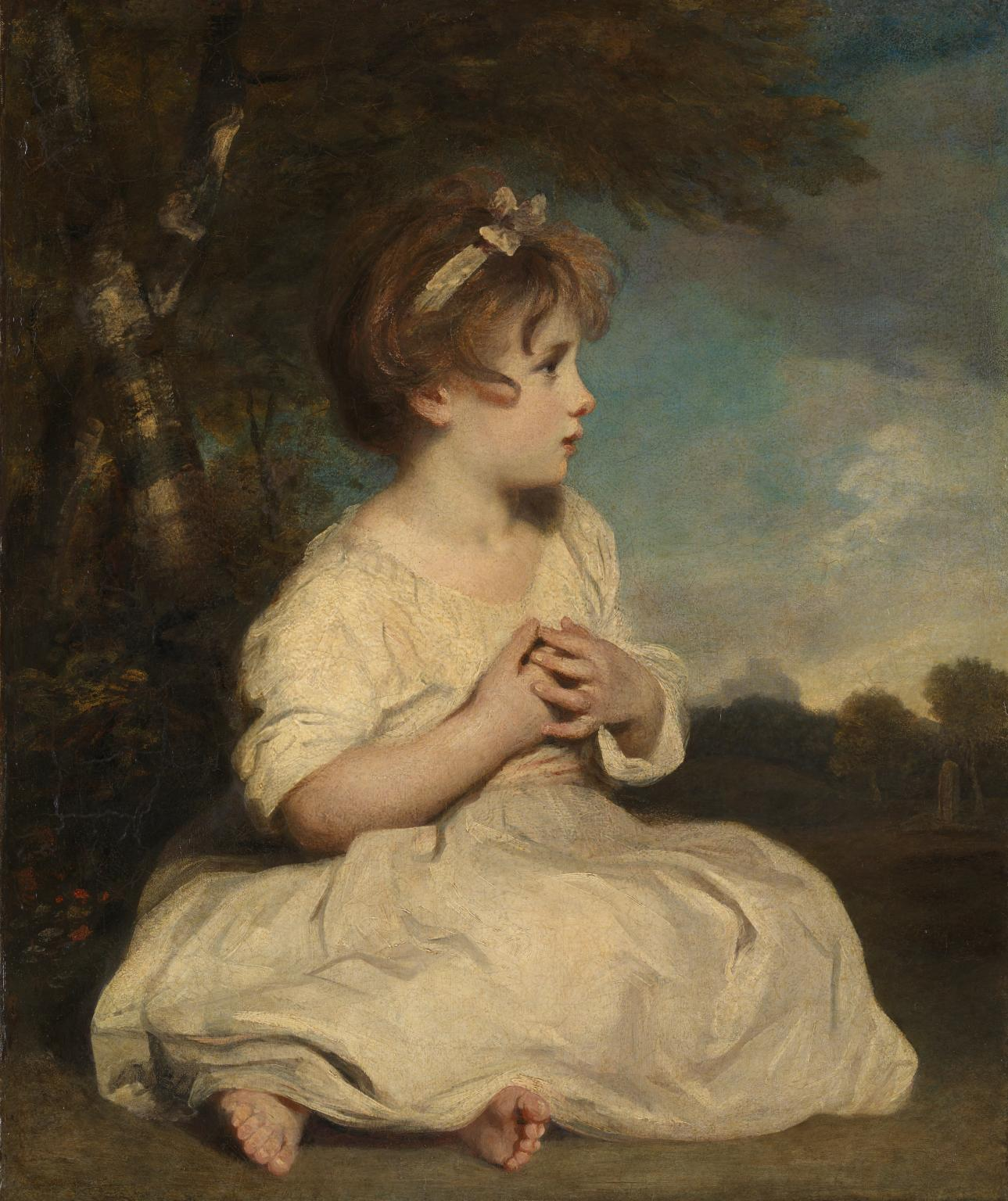
Joshua Reynolds: Věk nevinnosti (1785 nebo 1788)

Nostalgický obrat do minulosti, byť nikoliv idylické, je vnímán jako reakce Edith Whartonové na první světovou válku, jejíž následky ve Francii viděla. Román proto bývá stavěn vedle jiných významných poválečných děl, v nichž se jejich autoři pokoušeli vyrovnat s koncem civilizace v té podobě, v jaké ji znali: především s Fitzgeraldovým Velkým Gatsbym (1925) a Hemingwayovou Fiestou (1926).
Výrazným tématem díla je střet amerického a evropského světa. Zatímco Newland Archer, protagonista díla, se řadí mezi autorčiny charakteristické mužské hrdiny se slabou vůlí, hraběnka Olenská reprezentuje evropskou nezávislost a vzdor vůči newyorským konvencím. Richard Warrington Baldwin Lewis, životopisec Edith Whartonové, se domníval, že Newland Archer je obrazem samotné autorky; její jméno za svobodna znělo Edith Newbold Jonesová. Adeline R. Tintnerová však Newlanda Archera interpretuje jako poctu Henrymu Jamesovi, autorčině blízkému příteli. V Jamesově románu Američan (1877) je hrdinou Američan Christopher Newman, cestující po Evropě a dvořící se pařížské dámě.

## Adaptace
Věk nevinnosti byl třikrát zfilmován. Poprvé jako němý film roku 1924, režisérem byl Wesley Ruggles. Podruhé roku 1934, ještě za života autorky románu, v režii Philipa Moellera. Nejnovějším a nejslavnějším filmovým zpracováním je Věk nevinnosti režiséra Martina Scorseseho z roku 1993. Newlanda Archera hraje Daniel Day-Lewis, jeho manželku May představuje Winona Ryderová a role hraběnky Olenské připadla Michelle Pfeifferové .